# دورون بيركنز
دورون بيركنز (بالإنجليزية: Doron Perkins)‏ مواليد 6 مايو 1983 في أنكوريج، هو لاعب كرة سلة أمريكي. بدأ مسيرته الاحترافية في سنة 2005. يبلغ طوله 6 قدم 3 بوصة (1.9 م).

## المسيرة الاحترافية
لعب مع تويوتا ألفارك طوكيو في موسم 2005–2006، ثم لعب مع إي دبليو إي باسكتس أولدنبورغ في الدوري الألماني في موسم 2006–2007، ثم لعب مع مكابي تل أبيب لكرة السلة من سنة 2009 إلى 2011، ثم لعب مع بالاكانسترو كانتو في الدوري الإيطالي في سنة 2012، ثم لعب مع فوشان دراليونز في الدوري الصيني في سنة 2013، ثم لعب مع أولمبياكوس في سنة 2013، ثم لعب مع بشكتاش لكرة السلة في الدوري التركي في موسم 2013–2014.

## روابط خارجية
- دورون بيركنز على موقع الدوري الأوروبي لكرة السلة (الإنجليزية)
- دورون بيركنز على موقع الدوري الإسباني لكرة السلة (الإسبانية)
- دورون بيركنز على موقع كرة السلة الأوروبية.كوم (الإنجليزية)
- دورون بيركنز على موقع DraftExpress.com (الإنجليزية)
- دورون بيركنز على موقع كلية كرة السلة في سبورتس رفرنس.كوم (الإنجليزية)
- دورون بيركنز على موقع ريلجم (الإنجليزية)
- دورون بيركنز على موقع بروبوليرز (الإنجليزية)
- دورون بيركنز على موقع سبورتس رفرنس (الإنجليزية)